# みなべインターチェンジ
みなべインターチェンジ（みなべインターチェンジ）は、和歌山県日高郡みなべ町（旧南部川村）にある、阪和自動車道のインターチェンジである。
また、2007年6月4日（月）夜 - 6月8日（金）朝間の4夜間・20時 - 6時間の夜間通行止め工事によって、上り（大阪方面）への入口の進入路が変わった。これは、みなべIC-南紀田辺IC間の開通準備によるものである。なおインターチェンジの形は、南紀田辺ICまで延伸後にU型からトランペット型に変わった。

## 道路
- E42 E42 阪和自動車道（33番）

## 歴史
- 2003年12月14日：御坊IC-みなべIC間開通により、開設。
- 2007年11月11日 : みなべIC-南紀田辺IC間開通。

## 周辺
- みなべ町役場
- 南部梅林
- 道の駅みなべうめ振興館
- ミナベ化工

## 接続する道路
- 国道424号

## 料金所

### 入口
- レーン数：2
  - ETC専用：1
  - ETC・一般：1

### 出口
- レーン数：2
  - ETC専用：1
  - 一般：２（中央の１レーンは常時閉鎖されている。）

当料金所は無人型自動精算機やETCレーンのトラブル対応のため事務室にて遠隔モニター監視されている。
南紀田辺ICが開通するまでの間、混雑時は暫定的に係員対応レーン（現在常時閉鎖されている中央のレーン）のみ縦列料金収受が行われていた。

## 隣
E42 阪和自動車道
(32)印南IC - 印南SA - (33)みなべIC - (34)南紀田辺IC

## 関連記事
- 日本のインターチェンジ一覧
- 日本の高速道路一覧